# Lucio Verginio Rufo
Lucio Verginio Rufo (in latino Lucius Verginius Rufus; Como, 14 – Roma, 97) è stato un senatore e militare romano, famoso per aver rifiutato la porpora dopo la caduta di Nerone. Nei testi moderni, a causa di un'italianizzazione ottocentesca del nome, lo si trova sotto la voce "Lucio Virginio Rufo".

## Biografia
Rufo nacque nei pressi di Como, in Italia settentrionale, da un appartenente all'ordine equestre.
La sua carriera iniziale non è nota, ma dovette raggiungere diverse magistrature inferiori, ad un certo punto occupandosi delle finanze di Smyrna (una città greca in Asia minore), per poi diventare senatore ed infine console, nel 63. Probabilmente fu un buon comandante militare, se nel 65 Nerone lo nominò governatore della Germania superiore, ufficio che lo metteva a capo di tre legioni (XXI Rapax, IIII Macedonica e XXII Primigenia).
Rufo accettò di fare da tutore del figlio di un suo amico, il cavaliere romano Lucio Cecilio Secondo, morto negli anni 60. In quel periodo Rufo ebbe un dissidio con l'oratore greco Nicete, ma Nerone intervenne inviando Nicete in Germania superiore, dove i due avversari si riconciliarono e divennero amici. Nicete fece poi da insegnante per il minore tutelato, che, ricevuta una eccellente educazione, fu in seguito adottato dallo zio, l'ufficiale e studioso Plinio il Vecchio, del quale assunse il nome tanto da essere noto come Plinio il Giovane.
Il governo di Nerone era percepito come sempre più dispotico dagli aristocratici, e alla fine questa percezione portò ad una ribellione aperta. Il protagonista di questa rivolta fu il governatore della Gallia Lugdunense, Gaio Giulio Vindice, un principe aquitanico e senatore romano: scelto il possibile successore al trono, il governatore della Hispania Tarraconensis Galba, Vindice si ribellò nell'aprile 68. 
Secondo il racconto di Cassio Dione, uno storico e senatore romano vissuto all'inizio del III secolo, Rufo si mosse contro Vindice per combatterlo. Giunto a Besançon, la città non gli aprì le porte, e Rufo la mise sotto assedio. Vindice avanzò in aiuto della città assediata; dopo essersi scambiati dei messaggi, i due comandanti si accordarono per un incontro tra loro due soltanto. Secondo Cassio Dione, i due giunsero ad un accordo contro Nerone. Vindice, allora, avanzò con il suo esercito con lo scopo di occupare la città; vedendo questo e pensando invece che Vindice stesse per dare battaglia, gli uomini di Rufo reagirono di propria iniziativa e attaccarono il nemico impreparato, facendone strage. Vindice, sconfitto, si suicidò. A questo punto l'esercito acclamò ripetutamente Rufo imperatore, cercando di obbligarlo ad accettare l'impero; Verginio, però, rifiutò e dichiarò che non avrebbe né accettato quell'onore per sé, né avrebbe permesso che fosse dato a qualcuno di diverso del prescelto del Senato. A giugno, il Senato fece la sua scelta riconoscendo Galba imperatore, e Nerone si suicidò. Nell'autunno di quell'anno Rufo concluse il proprio mandato, o in quanto richiamato o perché era giunto il termine della magistratura, per essere sostituito da Marco Ordeonio Flacco.
Le legioni delle province renane, temendo che la loro lealtà a Nerone fosse punita da Galba, proclamarono imperatore il nuovo governatore della Germania inferiore, Vitellio. Nel frattempo Galba era stato assassinato e il Senato aveva scelto al suo posto Otone (gennaio 69). Verginio, nominato console per quell'anno, fu leale a quest'ultimo, ma le truppe di Otone furono sconfitte da quelle di Vitellio, e i soldati di Otone arrestarono, per motivi ignoti, Verginio, che riuscì però a fuggire. Verginio consigliò al Senato di riconoscere Vitellio imperatore, e si recò in seguito a Pavia in visita presso il nuovo sovrano: in questa occasione Vitellio gli salvò la vita, sottraendolo alla furia dei suoi ex-soldati, dei quali aveva rifiutato l'acclamazione e poi si era schierato con Otone.
Verginio era in pericolo a causa dei suoi ex-soldati durante il regno di Vitellio, e fu in pericolo anche quando salì al trono Vespasiano, in quanto il console era ritenuto capax imperii, un candidato alla porpora; decise allora di ritirarsi a vita privata, e scelse una proprietà posta ad Alsium (moderna Ladispoli, sulla costa tirrenica a nord-ovest di Roma), dove si tenne occupato con gli studi, la poesia ed un cenacolo letterario di cui fecero probabilmente parte Plinio il Giovane e Quintiliano. La grande considerazione nella quale la figura di Verginio era tenuta dalla storiografia dell'epoca di Vespasiano fece scrivere una volta a Plinio il Giovane che:
(Plinio il Giovane, Lettere, ii.1.2)
Nel 96 l'imperatore Domiziano fu assassinato, e il Senato scelse come suo successore Nerva. La scelta non piacque all'esercito; significativo è dunque il fatto che il nuovo imperatore scelse come collega l'anziano Verginio, un comandante che aveva rifiutato di diventare imperatore e che alla porpora aveva preferito la lealtà al Senato. 

Mentre Verginio stava per iniziare il suo discorso inaugurale, fece inavvertitamente cadere un libro che aveva con sé e, piegatosi per raccoglierlo, scivolò sul pavimento liscio e cadde fratturandosi l'anca. Morì alcuni mesi più tardi, dopo una lunga sofferenza.
Lo storico Tacito ne pronunciò l'orazione funebre. 
Verginio scrisse il proprio epitaffio:
La casa ad Alsium fu ereditata da Plinio, che la concesse alla propria suocera; in una visita, nove anni dopo, Plinio scoprì che la tomba di Rufo era ancora incompleta.
Nei suoi 83 anni visse sotto il governo dei primi dodici imperatori: Augusto, Tiberio, Caligola, Claudio, Nerone, Galba, Otone, Vitellio, Vespasiano, Tito, Domiziano e Nerva.